# Lobo (postać)
Lobo – fikcyjna postać (antybohater) z komiksów wydawnictwa DC Comics. Stworzony przez scenarzystę Rogera Slifera i rysownika Keitha Giffena, pojawia się po raz pierwszy w czasopiśmie Omega Men vol.1 #3 (czerwiec 1983). W zamyśle twórców  Lobo jest brutalną parodią Wolverine'a z komiksów Marvel Comics.
Lobo to kosmita, międzygalaktyczny łowca głów i płatny morderca. Popularność wśród czytelników zdobył dopiero w latach 90. XX wieku, gdy został ponownie ukazany we własnej serii wydawniczej. Przedstawiany jest tam jako antybohaterski motocyklista.

## Opis postaci
Pochodzi z planety Czarnia i należy do rasy Czarnian. Jego imię w dialekcie Khund oznacza „tego kto pożera wnętrzności i to mu sprawia przyjemność”. Aby być tym jedynym wyjątkowym zabił wszystkich pozostałych (z wyjątkiem swojej nauczycielki).

## Moce i umiejętności
Niezwykła zdolność regeneracji, może przeżyć bezpośredni strzał w głowę, nalot rakietowy a nawet przepołowienie. O ile wysoka zdolność regeneracji jest wrodzona u Czarnian, to faktyczna nieśmiertelność Lobo spowodowana jest faktem, że gdy Lobo zginął rozpętał piekło w zaświatach, przez co uznano jednogłośnie, iż należy uczynić go nieśmiertelnym, aby nigdy więcej nie doszło do tego typu wypadku. Posiada także niezwykle wyczulony zmysł tropienia – jeśli już raz kogoś spotkał może wyśledzić go zawsze i wszędzie. Posiada również znacznie podwyższony poziom siły i zręczności.

### Wyposażenie
Broń: hak na łańcuchu umocowany do ramienia, i każda inna broń jaka wpadnie w jego ręce.
Pojazd: Spazzfragg 666 (Kosmożyleta 666) – motocykl dostosowany do podróży kosmicznych, wyposażony w sprzęt grający dużej mocy i wszelkiego rodzaju oręż.

## Komiks
Lobo pojawiał się w różnych komiksach od roku 1983 do roku 2006. Najnowszymi komiksami w Polsce z serii Lobo są:
Lobo: Wyzwolony #1-6
- scenariusz: Keith Giffen
- rysunki: Alex Horley

Opowiada kolejną historię Lobo, którego widzimy w pogoni za ,,połową melona" (kredytek). Cała seria skupia się na chęci odzyskania dawnego szacunku. Lobo jest sfrustrowany, postanawia pokazać światu, że cały czas jest ,,Ważniakiem". W tym celu udaje się na planetę Jaba Daba Du, otrzymawszy zlecenie na tamtejszego Nababa. Sam nie wie w jaką intrygę się wplątuje, a za wszystkim stoi inny łowca nagród, kobieta: Bling Bling. Seria mająca swoją premierę w 2005 roku, składająca się z sześciu części.
Hitman/Lobo: Ten Głupi Wał
- scenariusz: Garth Ennis
- rysunki: Doug Mahnke

Komiks ten opowiada o potyczce między dwoma największymi łowcami nagród: Hitmanem a Lobo. Cała historia zaczyna się w barze przyjaciela Hitmana ,,Noonan's". Lobo udaje się na Ziemię w poszukiwaniu Taffa Spaffa, szmuglera za którego matka wyznaczyła nagrodę 10 000 kredytek. Wchodząc do Noonansa Lobo nie zwraca uwagi na siedzącego Hitmana (którego właśnie po raz kolejny rzuciła dziewczyna). Jak to Lobo ma w zwyczaju, od razu zaczyna się przechwalać. Hitman nie zwraca na to uwagi. Do czasu, kiedy Lobo atakuje (dla zabawy) starego kumpla Hitmana 6paca (Sześciopaka). Sześciopak jest zwykłym pijakiem przebranym w kostium superbohatera, jednak uważa się za niego w 100%. Hitman przestrzeliwuje oczy Lobo, co zrównuje szanse. Zaczyna się pościg ulicami Gotham. Opublikowany w 2005 roku.

### Wydawnictwa w których występuje Lobo wydane w Polsce
| Tytuł i numer                  | Wydawnictwo | Data wydania | Zawarte historie                                                         |
| Superman 2(15)/92              | TM-Semic    | 1992         | Superman: Siła bestii;                                                   |
| Wydanie Specjalne 2(10)/94     | TM-Semic    | 1994         | Ostatni Czarnian, części 1-4;                                            |
| Superman 9(58)/95              | TM-Semic    | 1995         | Superman: Dzień pogrzebu;                                                |
| Wydanie Specjalne 1(17)/96     | TM-Semic    | 1996         | Lobo powraca, części 1-4;                                                |
| Superman 2(75)1997             | TM-Semic    | 1997         | Superman: Zmartwychwstanie;                                              |
| Wydanie Specjalne 1(22)/98     | TM-Semic    | 1998         | Nie Amerykańscy Gladiatorzy, części 1-4;                                 |
| Top Komiks 2(2)/98             | TM-Semic    | 1998         | Paramilitarne Święta Specjalne; LOBOtomia w San Diego!;                  |
| Top Komiks 2(4)/99             | TM-Semic    | 1999         | Kontrakt na Bouga, części 1-4;                                           |
| Top Komiks 4(6)/99             | TM-Semic    | 1999         | Lobo/Mask, części 1-2;                                                   |
| Top Komiks 1(8)/00             | TM-Semic    | 2000         | Lobo/Judge Dredd: Psychole kontra mutanci z piekła;                      |
| Top Komiks 2(9)/00             | TM-Semic    | 2000         | P... p... p... pingwin; Na krześle; Uwięziony;                           |
| Top Komiks 3(10)/00            | TM-Semic    | 2000         | Płonący łańcuch miłości; Wiosenne lasencje; Lobo w Hollywood;            |
| Top Komiks 4(11)/00            | TM-Semic    | 2000         | Portret ofiary; Year One;                                                |
| Top Komiks 1(12)/01            | TM-Semic    | 2001         | Śmierć i podatki, części 1-4;                                            |
| Top Komiks 2(13)/01            | TM-Semic    | 2001         | Batman/Lobo;                                                             |
| Top Komiks 3(14)/01            | TM-Semic    | 2001         | LoboCop; Rzucam!;                                                        |
| Top Komiks 4(15)/01            | TM-Semic    | 2001         | Dzieciobójstwo, części 1-4;                                              |
| Top Komiks 1(16)/02            | Fun Media   | 2002         | Lobo/Demon;                                                              |
| Top Komiks 2(17)/02            | Fun Media   | 2002         | Fragtastyczna podróż;                                                    |
| Top Komiks 1(18)/03            | Fun Media   | 2003         | Ostatni Czarnian, części 1-4;                                            |
| Lobo 1(1)/05                   | Mandragora  | 2005         | Hitman/Lobo: Ten głupi wał!;                                             |
| Lobo 2(2)/05                   | Mandragora  | 2005         | Lobo Wyzwolony, część 1;                                                 |
| Lobo 3(3)/05                   | Mandragora  | 08.2005      | Lobo Wyzwolony, część 2;                                                 |
| Lobo 4(4)/05                   | Mandragora  | 10.2005      | Lobo Wyzwolony, część 3;                                                 |
| Lobo 5(5)/05                   | Mandragora  | 12.2005      | Lobo Wyzwolony, część 4;                                                 |
| Lobo 1(6)/06                   | Mandragora  | 02.2006      | Lobo Wyzwolony, część 5;                                                 |
| Lobo 2(7)/06                   | Mandragora  | 04.2006      | Lobo Wyzwolony, część 6;                                                 |
| Lobo – Wydanie kolekcjonerskie | Mandragora  | 01.2007      | Lobo Wyzwolony, części 1-6; Hitman/Lobo: Ten głupi wał!;                 |
| Lobo-portret bękarta           | Egmont      | 09.2023      | Lobo Ostatni Czarnian, Lobo Powraca, Lobo Paramilitarne święta specjalne |

### Chronologiczna lista wydanych w Polsce historii o Lobo
| Polski tytuł historii                              | Scenariusz               | Rysunek                                           | W Polsce wydany w:                                   | Polskie wydawnictwo      | Oryginalny tytuł historii                               | Oryginalnie wydany w:                                     | Data pierwszego wydania |
| Mały Lobo: Co za urwis!                            | Keith Giffen, Alan Grant | Keith Giffen, Lovern Kindzierski                  | Top Komiks 4/(15)01                                  | TM-Semic                 | Li'l Lobo: What a Scamp!                                | Lobo: Infanticide #1                                      | 10.1992                 |
| Mały Lobo: Co za łobuziak!                         | Keith Giffen, Alan Grant | Keith Giffen, Lovern Kindzierski                  | Top Komiks 4/(15)01                                  | TM-Semic                 | Li'l Lobo: What a Rascal!                               | Lobo: Infanticide #1                                      | 10.1992                 |
| Mały Lobo: Co za trzpiot...                        | Keith Giffen, Alan Grant | Keith Giffen, Lovern Kindzierski                  | Top Komiks 4/(15)01                                  | TM-Semic                 | Li'l Lobo: What a Wad...                                | Lobo: Infanticide #1                                      | 10.1992                 |
| Lobokins                                           | Keith Giffen, Alan Grant | Keith Giffen, Digital Chameleon                   | Top Komiks 4/(15)01                                  | TM-Semic                 | Lobokins                                                | Lobo: Infanticide #4                                      | 01.1993                 |
| Superman: Siła bestii                              | Jerry Ordway             | Jerry Ordway, Glenn Whitmore                      | Superman 2(15)/92                                    | TM-Semic                 | The Nature of the Beast                                 | Superman Vol. 2 #41                                       | 03.1990                 |
| Ostatni Czarnian, część 1                          | Keith Giffen, Alan Grant | Simon Bisley, Lovern Kindzierski                  | Wydanie Specjalne 2(10)/94, oraz Top Komiks 1(18)/03 | TM-Semic, oraz Fun Media | The Last Czarnian, part 1                               | Lobo Vol. 1 #1                                            | 11.1990                 |
| Ostatni Czarnian, część 2                          | Keith Giffen, Alan Grant | Simon Bisley, Lovern Kindzierski                  | Wydanie Specjalne 2(10)/94, oraz Top Komiks 1(18)/03 | TM-Semic, oraz Fun Media | The Last Czarnian, part 2                               | Lobo Vol. 1 #2                                            | 12.1990                 |
| Ostatni Czarnian, część 3                          | Keith Giffen, Alan Grant | Simon Bisley, Lovern Kindzierski                  | Wydanie Specjalne 2(10)/94, oraz Top Komiks 1(18)/03 | TM-Semic, oraz Fun Media | The Last Czarnian, part 3                               | Lobo Vol. 1 #3                                            | 01.1991                 |
| Ostatni Czarnian, część 4                          | Keith Giffen, Alan Grant | Simon Bisley, Lovern Kindzierski                  | Wydanie Specjalne 2(10)/94, oraz Top Komiks 1(18)/03 | TM-Semic, oraz Fun Media | The Last Czarnian, part 4                               | Lobo Vol. 1 #4                                            | 02.1991                 |
| Paramilitarne Święta Specjalne                     | Keith Giffen, Alan Grant | Simon Bisley, Lovern Kindzierski                  | Top Komiks 2(2)/98                                   | TM-Semic                 | Paramilitary Christmas Special                          | Lobo Paramilitary Christmas Special #1                    | 1991                    |
| Lobo powraca, część 1                              | Alan Grant               | Simon Bisley, Lovern Kindzierski                  | Wydanie Specjalne 1(17)/96                           | TM-Semic                 | Lobo's Back, part 1                                     | Lobo's Back #1                                            | 1992                    |
| Lobo powraca, część 2                              | Keith Giffen, Alan Grant | Lovern Kindzierski                                | Wydanie Specjalne 1(17)/96                           | TM-Semic                 | Lobo's Back, part 2                                     | Lobo's Back #2                                            | 1992                    |
| Lobo powraca, część 3                              | Keith Giffen, Alan Grant | Simon Bisley, Daniel Vozzo                        | Wydanie Specjalne 1(17)/96                           | TM-Semic                 | Lobo's Back, part 3                                     | Lobo's Back #3                                            | 1992                    |
| Lobo powraca, część 4                              | Keith Giffen, Alan Grant | Christian Alamy, Daniel Vozzo                     | Wydanie Specjalne 1(17)/96                           | TM-Semic                 | Lobo's Back, part 4                                     | Lobo's Back #4                                            | 1992                    |
| Płonący łańcuch miłości                            | Keith Giffen, Alan Grant | Keith Giffen, Noelle Giddings                     | Top Komiks 3(10)/00                                  | TM-Semic                 | Blazing Chain of Love                                   | Lobo: Blazing Chain of Love #1                            | 1992                    |
| Dzieciobójstwo, część 1                            | Keith Giffen, Alan Grant | Keith Giffen, Lovern Kindzierski                  | Top Komiks 4/(15)01                                  | TM-Semic                 | Infanticide, part 1: The Theory of Relativity           | Lobo: Infanticide #1                                      | 10.1992                 |
| Dzieciobójstwo, część 2                            | Keith Giffen, Alan Grant | Keith Giffen, Digital Chameleon                   | Top Komiks 4/(15)01                                  | TM-Semic                 | Infanticide, part 2                                     | Lobo: Infanticide #2                                      | 11.1992                 |
| Dzieciobójstwo, część 3                            | Keith Giffen, Alan Grant | Keith Giffen, Digital Chameleon                   | Top Komiks 4/(15)01                                  | TM-Semic                 | Infanticide, part 3: What Did You Do in the War, Daddy? | Lobo: Infanticide #3                                      | 12.1992                 |
| Dzieciobójstwo, część 4: Szatańska córeczka        | Keith Giffen, Alan Grant | Keith Giffen, Digital Chameleon                   | Top Komiks 4/(15)01                                  | TM-Semic                 | Infanticide, part 4: To the Devil a Daughter            | Lobo: Infanticide #4                                      | 01.1993                 |
| Superman: Dzień pogrzebu                           | Louise Simonson          | Jon Bogdanove, Glenn Whitmore                     | Superman 9(58)/95                                    | TM-Semic                 | Funeral Day                                             | Superman: The Man of Steel #20                            | 02.1993                 |
| Portret ofiary                                     | Alan Grant               | Val Semeiks, Digital Chameleon                    | Top Komiks 4(11)/00                                  | TM-Semic                 | Portrait of a Victim                                    | Lobo: Portrait of a Victim #1                             | 1993                    |
| LOBOtomia w San Diego!                             | Keith Giffen, Alan Grant | Kevin O'Neill, Digital Chameleon                  | Top Komiks 2(2)/98)                                  | TM-Semic                 | Lobo-Con                                                | Lobo: Convention Special #1                               | 1993                    |
| Nie Amerykańscy Gladiatorzy, część 1               | Alan Grant, John Wagner  | Cam Kennedy, Digital Chameleon                    | Wydanie Specjalne 1(22)/98                           | TM-Semic                 | UnAmerican Gladiators, part 1: Fragituri te Salutamus!  | Lobo: UnAmerican Gladiators #1                            | 1993                    |
| Nie Amerykańscy Gladiatorzy, część 2               | Alan Grant, John Wagner  | Cam Kennedy, Digital Chameleon                    | Wydanie Specjalne 1(22)/98                           | TM-Semic                 | UnAmerican Gladiators, part 2: Veni, Vidi, Fragi!       | Lobo: UnAmerican Gladiators #2                            | 1993                    |
| Nie Amerykańscy Gladiatorzy, część 3               | Alan Grant, John Wagner  | Cam Kennedy, Digital Chameleon                    | Wydanie Specjalne 1(22)/98                           | TM-Semic                 | UnAmerican Gladiators, part 3: E Pluribus Fraggum!      | Lobo: UnAmerican Gladiators #3                            | 1993                    |
| Nie Amerykańscy Gladiatorzy, część 4               | Alan Grant, John Wagner  | Cam Kennedy, Carla Feeny, Digital Chameleon       | Wydanie Specjalne 1(22)/98                           | TM-Semic                 | UnAmerican Gladiators, part 4: Ad Astra per Fragua!     | Lobo: UnAmerican Gladiators #4                            | 1993                    |
| Superman: Zmartwychwstanie                         | Louise Simonson          | Jon Bogdanove, Glenn Whitmore                     | Superman 2(75)/97                                    | TM-Semic                 | Resurrection!                                           | Superman: The Man of Steel #30                            | 02.1994                 |
| Kontrakt na Bouga, część 1                         | Alan Grant               | Kieron Dwyer, Digital Chameleon                   | Top Komiks 2(4)/99                                   | TM-Semic                 | A Contract on Gawd, part 1                              | Lobo: A Contract on Gawd #1                               | 1994                    |
| Kontrakt na Bouga, część 2                         | Alan Grant               | Kieron Dwyer, Digital Chameleon                   | Top Komiks 2(4)/99                                   | TM-Semic                 | A Contract on Gawd, part 2                              | Lobo: A Contract on Gawd #2                               | 1994                    |
| Kontrakt na Bouga, część 3                         | Alan Grant               | Kieron Dwyer, Digital Chameleon                   | Top Komiks 2(4)/99                                   | TM-Semic                 | A Contract on Gawd, part 3                              | Lobo: A Contract on Gawd #3                               | 1994                    |
| Kontrakt na Bouga, część 4                         | Alan Grant               | Kieron Dwyer, Digital Chameleon                   | Top Komiks 2(4)/99                                   | TM-Semic                 | A Contract on Gawd, part 4                              | Lobo: A Contract on Gawd #4                               | 1994                    |
| Na krześle                                         | Alan Grant               | Martin Emond, Digital Chameleon                   | Top Komiks 2(9)/00                                   | TM-Semic                 | In the Chair                                            | Lobo: In the Chair #1                                     | 1994                    |
| Wiosenne lasencje                                  | Alan Grant               | Jim Balent, Carla Feeny                           | Top Komiks 3(10)/00                                  | TM-Semic                 | Big Babe Spring Break Special                           | Lobo: Big Babe Spring Break Special                       | 1995                    |
| Lobo/Judge Dredd: Psychole kontra mutanci z piekła | Alan Grant, John Wagner  | Val Semeiks, Gloria Vasquez                       | Top Komiks 1(8)/00                                   | TM-Semic                 | Psycho Bikers vs. the Mutants from Hell                 | Lobo/Judge Dredd: Psycho Bikers vs. the Mutants from Hell | 1995                    |
| Year One                                           | Alan Grant               | Carl Critchlow, Carla Feeny                       | Top Komiks 4(11)/00                                  | TM-Semic                 | Year One                                                | Lobo Annual #3                                            | 1995                    |
| Rzucam!                                            | Alan Grant               | Carlos Ezquerra, Dan Brown                        | Top Komiks 3(14)/01                                  | TM-Semic                 | I Quit!                                                 | Lobo: I Quit!                                             | 12.1995                 |
| Śmierć i podatki, część 1                          | Keith Giffen, Alan Grant | Alex Horley, Gloria Vasquez                       | Top Komiks 1(12)/01                                  | TM-Semic                 | Death and Taxes, part 1: Skeet, Shoot, Shot!            | Lobo: Death and Taxes #1                                  | 10.1996                 |
| Śmierć i podatki, część 2                          | Keith Giffen, Alan Grant | Alex Horley, Gloria Vasquez                       | Top Komiks 1(12)/01                                  | TM-Semic                 | Death and Taxes, part 2: Skeet, Shoot, Shot!            | Lobo: Death and Taxes #2                                  | 11.1996                 |
| Śmierć i podatki, część 3                          | Keith Giffen, Alan Grant | Alex Horley, Gloria Vasquez                       | Top Komiks 1(12)/01                                  | TM-Semic                 | Death and Taxes, part 3: Audits and Sod its             | Lobo: Death and Taxes #3                                  | 12.1996                 |
| Śmierć i podatki, część 4                          | Keith Giffen, Alan Grant | Alex Horley, Gloria Vasquez                       | Top Komiks 1(12)/01                                  | TM-Semic                 | Death and Taxes, part 4: Tac Death of the Universe      | Lobo: Death and Taxes #4                                  | 01.1997                 |
| Fragtastyczna podróż                               | Alan Grant               | Herman Mejia                                      | Top Komiks 2(17)/02                                  | Fun Media                | Fragtastic Voyage                                       | Lobo: Fragtastic Voyage #1                                |                         |
| Uwięziony                                          | Alan Grant               | Martin Emond, Digital Chameleon                   | Top Komiks 1(2)/00                                   | TM-Semic                 | Chained!                                                | Lobo: Chained #1                                          |                         |
| P... p... p... pingwin                             | Alan Grant               | Rafael Garres, Gloria Vasquez                     | Top Komiks 1(2)/00                                   | TM-Semic                 | P-P-P-Penguin!                                          | Lobo Vol. 2 #48                                           | 02.1998                 |
| Lobo/Demon, część 1                                | Alan Grant               | Ariel Olivetti, Gloria Vasquez, Digital Chameleon | Top Komiks 1(16)/02                                  | Fun Media                | Soul Brothers, part 1: Heaven Sent... Hell Bent!        | Lobo Vol. 2 #63                                           | 06.1999                 |
| Lobo/Demon, część 2                                | Alan Grant               | Ariel Olivetti, Gloria Vasquez, Digital Chameleon | Top Komiks 1(16)/02                                  | Fun Media                | Soul Brothers, part 2: The Gospel According to Lobo!    | Lobo Vol. 2 #64                                           | 07.1999                 |
| Hitman/Lobo: Ten głupi wał!                        | Garth Ennis              | Doug Mahnke, Carla Feeny                          | Lobo 1(1)/05, oraz Lobo – Wydanie kolekcjonerskie    | Mandragora               | That Stupid Bastich!                                    | Hitman/Lobo: Thath Stupid Bastich #1                      | 2000                    |
| Lobo wyzwolony, część 1                            | Keith Giffen             | Alex Horley                                       | Lobo 2(2)/05, oraz Lobo – Wydanie kolekcjonerskie    | Mandragora               | Lobo Unbound, part 1                                    | Lobo Unbound #1                                           | 08.2003                 |
| Lobo wyzwolony, część 2                            | Keith Giffen             | Alex Horley                                       | Lobo 3(3)/05, oraz Lobo – Wydanie kolekcjonerskie    | Mandragora               | Lobo Unbound, part 2                                    | Lobo Unbound #2                                           | 09.2003                 |
| Lobo wyzwolony, część 3                            | Keith Giffen             | Alex Horley, Mike DeCarlo, JD Mettler             | Lobo 4(4)/05, oraz Lobo – Wydanie kolekcjonerskie    | Mandragora               | Lobo Unbound, part 3                                    | Lobo Unbound #3                                           | 10.2003                 |
| Lobo wyzwolony, część 4                            | Keith Giffen             | Alex Horley, Andy Kuhn, Bill Crabtree             | Lobo 5(5)/05, oraz Lobo – Wydanie kolekcjonerskie    | Mandragora               | Lobo Unbound, part 4                                    | Lobo Unbound #4                                           | 11.2003                 |
| Lobo wyzwolony, część 5                            | Keith Giffen             | Alex Horley                                       | Lobo 1(6)/06, oraz Lobo – Wydanie kolekcjonerskie    | Mandragora               | Lobo Unbound, part 5                                    | Lobo Unbound #5                                           | 03.2004                 |
| Lobo wyzwolony, część 6                            | Keith Giffen             | Alex Horley                                       | Lobo 2(7)/06, oraz Lobo – Wydanie kolekcjonerskie    | Mandragora               | Lobo Unbound, part 6                                    | Lobo Unbound #6                                           | 05.2004                 |

### Historie nie wchodzące w chronologię świata wydane w Polsce
Lista historii o Lobo wydanych w Polsce, które zostały przez wydawnictwo DC określone jako Non-continuity appearances, czyli niewchodzące w ciągłość świata.
| Polski tytuł historii | Scenariusz              | Rysunek                     | W Polsce wydany w:  | Polskie wydawnictwo | Oryginalny tytuł historii | Oryginalnie wydany w:     | Data pierwszego wydania |
| LoboCop               | Alan Grant              | Martin Emond                | Top Komiks 3/(14)01 | TM-Semic            | LoboCop                   | Lobocop #1                | 2.1994                  |
| Lobo w Hollywood      |                         |                             | Top Komiks 3/(10)00 | TM-Semic            | Lobo Goes to Hollywood    | Lobo Goes to Hollywood #1 |                         |
| Lobo/Mask, część 1    | John Arcudi, Alan Grant | Doug Mahnke, Keith Williams | Top Komiks 4/(6)99  | TM-Semic            | Lobo/Mask, part 1         | Lobo/Mask #1              |                         |
| Lobo/Mask, część 2    | John Arcudi, Alan Grant | Doug Mahnke, Keith Williams | Top Komiks 4/(6)99  | TM-Semic            | Lobo/Mask, part 2         | Lobo/Mask #2              |                         |
| Batman/Lobo           | Alan Grant              | Simon Bisley, Nathan Eyring | Top Komiks 2/(13)01 | TM-Semic            | Batman/Lobo               | Batman/Lobo #1            | 4.2000                  |

## Alternatywne wersje
W polskim komiksie 48 stron pojawia się parodia Lobo. Jest to Bolo – Ostatni Czerniakowianin, który zmuszony jest udać się po swój ukochany napój alkoholowy do supermarketu "Killa". Postać ta pojawia się również w krótkim komiksie "Gołota vs Predator" jako jeden z przeciwników Predatora. Predator pokonuje go oferując mu łapówkę.
W amerykańskim wydawnictwie "Amalgam Comics" pojawia się połączenie Lobo z bohaterem świata Marvela – Kaczorem Howardem. Efektem tego jest Lobo the Duck.

## Inne media

### Film
Scott Leberecht wyreżyserował filmową adaptację komiksu The Lobo Paramilitary Christmas Special w ramach studiów na uczelni American Film Institute. Andrew Bryniarski grał rolę Lobo. Budżet wyniósł 2400 dolarów. Premiera odbyła się w maju 2002 roku.
Brian K. Rosenthal wyreżyserował fanowski film Ash vs. Lobo and the DC Dead, w którym Lobo odgrywa znaczącą rolę. Film pojawił się w maju 2016 roku na You Tube, gdzie nadal można go znaleźć.

### Serial
Emmett J. Scanlan zagrał rolę Lobo w drugim sezonie serialu Krypton. Planowany jest także serial o Lobo (spin-off Kryptona).

### Muzyka
Wielu artystów nawiązywało w swoich utworach do postaci Lobo, między innymi polski raper Eldo w występie, który miał miejsce w programie MTV Squad, wyemitowany w 2002 roku. Lobo został wówczas wykorzystany jako synonim gotowości do walki.

### Gry komputerowe
Gra Lobo była ogłoszona jako dwuwymiarowa bijatyka na platformę Super Nintendo oraz Sega Genesis. Najprawdopodobniej prace nad grą zostały zatrzymane, chociaż istnieją przesłanki, iż sprzedano grę w niewielkich numerowanych egzemplarzach. Dodatkowego zamieszania wprowadził magazyn Nintendo Power publikując artykuł o grze, z kompletną listą autorów i bohaterów.
Firma Kemco zapowiedziała grę z Lobo na platformy PlayStation 2 oraz Xbox. Premiera miała się odbyć w 2004 roku, jednak nigdy się nie ukazała i prace zostały zamknięte w 2005.
Pojawia się w grze Injustice: Gods among us w 2013 roku

### Animacja
Postać ostatniego Czarniana pojawiła się gościnnie w serialu Superman (Superman: The Animated Series) w dwuczęściowym odcinku Main Man. Lobo zostaje tam wynajęty przez kolekcjonera rzadkich gatunków w celu schwytania ostatniego Kryptoniana czyli Supermana. Lobo dokonuje tego karkołomnego czynu, lecz kolekcjoner postanawia go dołączyć do swojej kolekcji jako jedynego ocalałego z planety Czarnia. Łącząc swe siły z Supermanem, Lobo pokonuje kolekcjonera. Czarnian pojawia się również pod koniec odcinka Warrior Queen jako kandydat na męża dla Lady Maximy.
Kolejny występ gościnny miał miejsce w serialu animowanym Liga Sprawiedliwych w składającym się z dwóch części odcinku Później (Hereafter). Po pogrzebie Supermana wszyscy członkowie Ligi pogrążeni są w żałobie. Wówczas przybywa Lobo, który wbrew woli superbohaterów przyłącza się do Ligi i bierze udział w walce przeciw superprzestępcom niszczącym Metropolis. Gdy okazuje się, że Superman jednak żyje Lobo zostaje wyrzucony z Ligi.
W oryginalnej wersji językowej głos pod tę postać podkładał Brad Garrett.

### Książki
W 2023 roku James Azrael i Dani Romero wydali książkę "The fragpendium: A Compendium of All Things Main Man" liczące sobie 416 stron kompendium wiedzy o Lobo. Mamy tu całą chronologię od początku do współczesności, wiele ciekawostek i wywiadów z rysownikami, scenarzystami i wiele więcej. Sam autor został wpisany do Księgi Rekordów Guiness'a jako posiadacz największej na świecie kolekcji komiksów i rzeczy związanych z Lobo.